# Wincenty Kwiatkowski (piekarz)
Wincenty Kwiatkowski (ur. 22 lutego 1898 w Nasielsku, zm. 23 lipca 1920 w Grodnie) – plutonowy Wojska Polskiego, działacz niepodległościowy, kawaler Orderu Virtuti Militari.

## Życiorys
Urodził się 22 lutego 1898 w Nasielsku, w ówczesnym powiecie pułtuskim guberni łomżyńskiej, w rodzinie Pawła i Heleny ze Żbikowskich. Z zawodu był piekarzem.
W czasie I wojny światowej walczył w szeregach 6 pułku piechoty Legionów Polskich, a w czasie wojny z bolszewikami jako dowódca plutonu w 12. kompanii 34 pułku piechoty. Poległ 23 lipca 1920 w czasie bitwy o Grodno. 18 sierpnia 1920 dowódca 12. kompanii podporucznik Stanisław Żwirski we wniosku na odznaczenie Orderem Virtuti Militari napisał: „plut. Kwiatkowski będąc d-cą plutonu w bitwie pod Grodnem dn. 23.7.20 r. nadzwyczaj dzielnie prowadził pluton do ataku zdobywając fort nr 2. Padł dn. 23.7.20 r. na forcie nr 2 ugodzony granatem bolszewickim”.

## Ordery i odznaczenia
- Krzyż Srebrny Orderu Wojskowego Virtuti Militari nr 5290 – pośmiertnie 8 kwietnia 1922[7][8][9][3][10]
- Krzyż Niepodległości – pośmiertnie 17 marca 1938 „za pracę w dziele odzyskania niepodległości”[11][1]
- Krzyż Walecznych[12]
- Odznaka pamiątkowa Dywizji Podlaskiej „Krzyż za męstwo” – 13 października 1919 za walki pod Łunińcem[13]